# Yorgo Voyagis
Yorgo Voyagis (en grec moderne : Γιώργος Βογιατζής, Yorgos Voyatzis), est un acteur grec né le 6 décembre 1945 à Athènes en Grèce. On peut le voir au générique d'œuvres cinématographiques sous plusieurs noms, notamment George Voyadjis ou Yorgo Voyatzis.

## Biographie

### Carrière d'acteur
Yorgo Voyagis débute au cinéma en 1964 dans le classique Zorba le grec de son compatriote Michael Cacoyannis. Il réapparaît trois ans plus tard dans le western italien Killer Kid.
Dès 1970 il tourne dans des productions anglo-saxonnes, Les Derniers Aventuriers de Lewis Gilbert et La Vallée perdue de James Clavell, dans un aréopage de stars internationales. Il travaille aussi beaucoup en Italie, dans la série télévisée Orlando furioso (1975) à laquelle participent Hiram Keller, interprète fellinien, et Michele Placido, au cinéma en 1977 dans Jésus de Nazareth de Franco Zeffirelli, jouant Joseph, et dans un sketch de Dino Risi pour Les Nouveaux Monstres, où il séduit Ornella Muti - dans un autre film, son personnage est appelé « Bel Ami »… Il retrouvera Dino Risi cinq années plus tard pour Les Derniers Monstres.
Yorgo tient la vedette dans les films Chronique des années de braise de Mohammed Lakhdar-Hamina (1975) et La Ballade de Mamelouk de Abdelhafidh Bouassida (1982) dont il tient le rôle-titre aux côtés de Bekim Fehmiu et Irene Papas.
Les années suivantes, il se partage entre la télévision et le cinéma, passant d'un pays à un autre : de la série française Capitaine X avec Pierre Malet au film La Petite Fille au tambour de l'américain George Roy Hill, face à Diane Keaton, d'un téléfilm de Pasquale Squitieri à un épisode de Deux flics à Miami et au film Julia et Julia de Peter Del Monte, avec Kathleen Turner en vedette. Après un rôle aux côtés de Klaus Kinski et Harvey Keitel, Voyagis interprète le kidnappeur dans Frantic de Roman Polanski. La même année, il figure dans la série The Fortunate Pilgrim d'après Mario Puzo, avec Sophia Loren en tête de distribution. L'acteur retrouve Kinski dans Nosferatu à Venise et Venise dans Rouge Venise d'Étienne Périer ; en 1989, il apparaît également dans un épisode de la série américaine China Beach.
Yorgo Voyagis demeure très actif en Grèce et en Italie. Il joue notamment dans le film d'horreur Vortice mortale et le détective Zaras, héros de Paris Aristeidis, dans une série en 1991. Ses traits « exotiques » le destinent à divers emplois, sous les noms de Yuri Petkov, Alvarez Corea (dans le feuilleton Terre indigo de Jean Sagols), prince Mahib (dans le téléfilm Le prince d'Arabie avec Anthony Delon en prince Saleh…).
En 1997 il est Agamemnon dans la superproduction télévisée L'Odyssée réalisée par Andrei Konchalovsky, et il participe, comme Claudia Cardinale et Guy Bedos, au film Sous les pieds des femmes de Rachida Krim. Depuis, entre autres : un film d'aventures et de fantasy dirigé par Pupi Avati en 2001 (avec aussi Raoul Bova, Edward Furlong, Stanislas Merhar et	F. Murray Abraham), À la dérive de Guy Ritchie (dans le rôle du capitaine), et Without Borders (2010) aux côtés de Georges Corraface (d'origine grecque) et Seymour Cassel.

## Filmographie

### Acteur

#### Cinéma
- 1964 : Zorba le Grec (Alexis Zorbas) de Michael Cacoyannis : Pavlo
- 1967 : Vortex ou le Visage de la Méduse (To prosopo tis Medousas) de Nikos Koundouros : le directeur de la photographie
- 1967 : Killer Kid de Leopoldo Savona : Pablo
- 1968 : Jarretière Colt (Giarrettiera Colt) de Gian Andrea Rocco : Carlos
- 1968 : La Contestation (L'età del malessere) de Giuliano Biagetti
- 1969 : Cœur de mère (Cuore di mamma) de Salvatore Samperi : Carlo
- 1970 : Les Derniers Aventuriers (The Adventurers) de Lewis Gilbert : El Lobo
- 1970 : La Vallée perdue (The Last Valley) de James Clavell : Pirelli
- 1970 : La Vendetta de Giorgio Rayzacher (court métrage)
- 1975 : Chronique des années de braise de Mohammed Lakhdar-Hamina : Ahmed
- 1977 : Jésus de Nazareth (Jesus of Nazareth) de Franco Zeffirelli : Joseph
- 1977 : Les Nouveaux Monstres (I nuovi mostri), segment Senza parole de Dino Risi : le terroriste
- 1978 : Nero veneziano d'Ugo Liberatore : Dan
- 1981 : L'assistente sociale tutta pepe e tutta sale de Nando Cicero : Bel Ami
- 1981 : Une fille vachement sympa (L'amante tutta da scoprire) de Giuliano Carnimeo : Nicki
- 1982 : La Lycéenne et les Fantômes (La casa stregata) de Bruno Corbucci : Omar
- 1982 : La Ballade de Mamelouk (Sarâb) d'Abdelhafidh Bouassida : Mamelouk
- 1982 : Eccezzziunale... veramente de Carlo Vanzina : Slavo
- 1982 : Les Derniers Monstres (Sesso e volentieri) de Dino Risi : l'amant de Pino
- 1983 : O stohos de Nikos Foskolos : Tasos Seretis
- 1984 : La Petite Fille au tambour (The Little Drummer Girl) de George Roy Hill : Joseph
- 1987 : Julia et Julia (Giulia e Giulia) de Peter Del Monte : Goffredo
- 1988 : Grandi cacciatori d'Augusto Caminito : le leader
- 1988 : Frantic de Roman Polanski : le kidnappeur
- 1988 : Nosferatu à Venise (Nosferatu a Venezia) d'Augusto Caminito : Docteur Barneval
- 1989 : Rouge Venise de Étienne Périer : Torelli
- 1990 : Les Chemins du courage (Courage Mountain) de Christopher Leitch : Signor Bonelli
- 1993 : The Washing Machine (Vortice mortale) de Ruggero Deodato : Yuri Petkov
- 1997 : Sous les pieds des femmes de Rachida Krim : Moncef en 1996
- 1999 : Guardami de Davide Ferrario : le père de Nina
- 2001 : I cavalieri che fecero l'impresa de Pupi Avati : Isacco Sathas
- 2001 : Beautiful People de Nikos Panayotopoulos
- 2002 : L'inverno de Nina Di Majo : Gustavo
- 2002 : Lilly's Story de Robert Manthoulis : George
- 2002 : À la dérive (Swept Away) de Guy Ritchie : le capitaine
- 2004 : Signora de Francesco Laudadio : Basilio
- 2009 : Without Borders de Nick Gaitatjis : Thanasis
- 2012 : Amaro amore de Francesco Henderson Pepe : Yorgo
- 2012 : 11 settembre 1683 de Renzo Martinelli : Abu'l
- 2014 : The First Line (Promakhos) de Coerte Voorhees et John Voorhees : George Kadmos
- 2014 : Papou de Michael Angelo Zervos : Archie Katsanathopoulos
- 2017 : Dove non ho mai abitato de Paolo Franchi : Theo
- 2021 : Kalavryta 1943 de Nicholas Dimitropoulos : Manolis

#### Télévision
- 1975 : Orlando furioso (it) (série télévisée, épisode 3) de Luca Ronconi : Cloridano
- 1983 : Capitaine X (mini-série télévisée) de Bruno Gantillon : Ismet
- 1986 : Il boss (mini-série télévisée, 3 épisodes) de Silverio Blasi
- 1986 : Naso di cane (mini-série télévisée, 3 épisodes) de Pasquale Squitieri : Achille Ammirato
- 1987 : Nel gorgo del peccato (mini-série télévisée) d'Andrea Frazzi et Antonio Frazzi : Arturo Leonetti
- 1987 : Deux flics à Miami (Miami Vice) (série télévisée, saison 3, épisode 18 Lend Me an Ear) créé par Anthony Yerkovich : Alexander Dykstra
- 1988 : The Fortunate Pilgrim (mini-série télévisée, 3 épisodes) de Stuart Cooper : Tony
- 1988 : La Mémoire dans la peau (The Bourne Identity) (téléfilm) de Roger Young : Carlos
- 1989 : China Beach (série télévisée, saison 2, épisode 14 Afterburner) créée par John Sacret Young et William Broyles Jr. : Turner
- 1991-1992 : I agapi tis gatas (série télévisée, 20 épisodes) d'Andreas Thomopoulos : Détective Hrysostomos Zaras
- 1992-1993 : L'ispettore anticrimine (série télévisée) de Paolo Fondato
- 1994 : Un agent très spécial (Running Delilah) (téléfilm) de Richard Franklin : Alec Kasharian
- 1996 : Terre indigo (série télévisée, 8 épisodes) de Jean Sagols : Alvarez Corea
- 1997 : Jeavaeri (Tzivaeri) (série télévisée) de Giorgos Kordelas : Antonis
- 1997 : L'Odyssée (The Odyssey) (téléfilm) d'Andrei Konchalovsky : Agamemnon
- 2000 : ...Ystera, irthan oi melisses (série télévisée, 18 épisodes) de Kostas Koutsomytis : Stathis Horafas
- 2000 : Le Prince d'Arabie (Der arabische Prinz) (téléfilm) de Peter Deutsch et Karola Meeder : Prince Mahib
- 2003-2004 : Leni (série télévisée, 20 épisodes) de Lambis Zaroutiadis : Petros
- 2004-2005 : Arhipelagos (série télévisée, 32 épisodes) de Vasilis Karfis, Stella Manola et Nikos Zapatinas : Stratis
- 2006 : An m' agapas (série télévisée) de Stratos Markidis
- 2007 : Yungermann (série télévisée, 2 épisodes) : Ademar De Kresy
- 2007-2008 : Medicina generale (série télévisée, 14 épisodes) : Vittorio Pogliani
- 2010 : Giovanna, commissaire (Distretto di polizia) (série télévisée, 26 épisodes) : Avocat Balsamo
- 2011 : Angeli & diamanti (mini-série télévisée, 1 épisode)
- 2012 : Il tredicesimo apostolo : Il prescelto (série télévisée, 12 épisodes) : Padre Alonso
- 2014 : Il tredicesimo apostolo : la rivelazione (série télévisée, 12 épisodes) : Padre Alonso
- 2020-2022 : Romulus (série télévisée, 10 épisodes) : Numitor

### Technicien de tournage
- 1989 : Mes meilleurs copains de Jean-Marie Poiré
- 1991 : Delicatessen de Marc Caro et Jean-Pierre Jeunet
- 1995 : La Cité des enfants perdus de Marc Caro et Jean-Pierre Jeunet
- 1996 : Le Plus Beau Métier du monde de Gérard Lauzier